# Edmund Pettus Bridge
Die Edmund Pettus Bridge ist eine Brücke, welche den U.S. Highway 80 in Selma (Alabama) über den Alabama River führt. Die 1940 erbaute Brücke ist nach General Edmund Winston Pettus benannt, ein ehemaliger Brigadegeneral der konföderierten Armee, US-Senator von Alabama und hochrangiges Mitglied des Ku-Klux-Klan. Die Brücke ist als Stahlbogenbrücke mit 76 m Spannweite ausgeführt.
Die Brücke wurde bekannt als der Ort, an dem die Polizei am 7. März 1965 mit einem brutalen Einsatz die schwarzen Bürgerrechtler, darunter John Lewis, auf dem ersten Selma-nach-Montgomery-Marsch aufhielt. Am 9. März stoppte Martin Luther King den zweiten Anlauf für einen Marsch nach Montgomery vor der Brücke, als die Polizei sich erneut den Marschierenden entgegenstellte. Erst am 21. März 1965 unternahmen die Bürgerrechtler einen weiteren Versuch. Durch hunderte Soldaten und Angehörige der Nationalgarde vor der Ortspolizei geschützt, konnten sie die Brücke überqueren und bis zum 24. März die Hauptstadt Alabamas erreichen.
2007 nutzten im Schnitt 17.950 Fahrzeuge pro Tag die Brücke.
Am 27. Februar 2013 wurde die Edmund Pettus Bridge als Baudenkmal in das National Register of Historic Places aufgenommen. Gleichzeitig wurde sie als National Historic Landmark anerkannt.
Am 17. Juli 2020 starb John Lewis. Während der Trauerfeierlichkeiten wurde sein Sarg über die Brücke gefahren, um an seine Rolle bei den Ereignissen von 1965 zu erinnern.